# Aloe leachii
Aloe leachii är en grästrädsväxtart som beskrevs av Gilbert Westacott Reynolds. Aloe leachii ingår i släktet Aloe och familjen grästrädsväxter. IUCN kategoriserar arten globalt som sårbar.
Artens utbredningsområde är Tanzania. Inga underarter finns listade i Catalogue of Life.